# Райніш-Бергішер
Ра́йніш-Бе́ргішер (нім. Rheinisch-Bergischer Kreis) — район в Німеччині, в складі округу Кельн землі Північний Рейн-Вестфалія. Адміністративний центр — місто Бергіш-Гладбах.

## Населення
Населення району становить 276173 особи (2011).

## Адміністративний поділ
Район поділяється на 2 комуни (нім. Gemeinden) та 6 міст (нім. Städte):
| № | Комуна/ місто  | Площа, км² | Населення, осіб (2011) | Центр          |
| - | -------------- | ---------- | ---------------------- | -------------- |
| 1 | Кюртен         | 67,4       | 19468                  | Бехен          |
| 2 | Оденталь       | 40,0       | 15731                  | Озенау         |
| 1 | Бергіш-Гладбах | 83,1       | 105836                 | Бергіш-Гладбах |
| 2 | Буршайд        | 27,4       | 18627                  | Буршайд        |
| 3 | Вермельскірхен | 74,7       | 35129                  | Вермельскірхен |
| 4 | Лайхлінген     | 37,3       | 27390                  | Лайхлінген     |
| 5 | Оверат         | 68,9       | 26749                  | Оверат         |
| 6 | Ресрат         | 38,8       | 27243                  | Ресрат         |

| Німеччина | Це незавершена стаття з географії Німеччини. Ви можете допомогти проєкту, виправивши або дописавши її. |

1. ↑  https://www.landesdatenbank.nrw.de/ldbnrw/online;jsessionid=FBC481AAC50656B8CA9E933111BC242A.ldb2?sequenz=tabelleErgebnis&selectionname=12411-31iz
2. ↑  https://www.destatis.de/DE/Themen/Laender-Regionen/Regionales/Gemeindeverzeichnis/Administrativ/04-kreise.html